# Trituba hirta
Trituba hirta is een slakkensoort uit de familie van de Newtoniellidae. De wetenschappelijke naam van de soort is voor het eerst geldig gepubliceerd in 2003 door Gofas.